# サクシュアリティ
| 専門評論家によるレビュー | 専門評論家によるレビュー |
| レビュー・スコア         | レビュー・スコア         |
| 出典                     | 評価                     |
| ------------------------ | ------------------------ |
| AllMusic                 | [ 1 ]                    |

『サクシュアリティ』(Saxuality) は、オランダのアルト・サックス奏者キャンディ・ダルファーのソロ・デビュー・アルバム。このアルバムの一部のバージョンには、世界的なヒットとなったデイヴ・スチュワート（デイヴィッド・A・ スチュワート）との共作「Lily Was Here」が収録されている。
ほとんどがインストゥルメンタル曲のアルバムであるが、オランダのアルバム・チャートでは初登場4位となり、ゴールドディスクに認定された。アメリカ合衆国のBillboard 200では最高22位、全英アルバムチャートでは最高27位となり、世界中で売上枚数は百万枚を超えた。グラミー賞では最優秀コンテンポラリー・ジャズ賞にノミネートされた。このアルバムは、ダルファーのヨーロッパとアメリカ合衆国のツアーによってプロモートされた。

## トラックリスト
1. リリィ・ワズ・ヒア - Lily Was Here（デイヴ・スチュワート、キャンディ・ダルファー） -  4:18 （一部のバージョンのみ：Discogsでは、1991年リリースのUS盤[9]、UK盤[10]、カナダ盤[11]、日本盤[12]などで収録が確認できる。1995年の日本盤では「Lily Was Here (DNA Remix)」も収録されている[13][14]。）
2. ピー・ウィー - Pee Wee（ウルコ・ベッド） -  3:45
3. サクシュアリティ - Saxuality（ウルコ・ベッド、キャンディ・ダルファー） -  4:27
4. ソー・ホワット - So What（マイルス・デイヴィス：編曲 ベッド/ダルファー） -  4:54
5. ジャジッド - Jazzid（ウルコ・ベッド、キャンディ・ダルファー） -  4:21
6. ヘブンリー・シティ - Heavenly City（ウルコ・ベッド、キャンディ・ダルファー） -  6:03
7. ドンジャ - Donja（ウルコ・ベッド） -  5:17
8. ネイバーフッド - There Goes the Neighbourhood（ウルコ・ベッド） -  3:55
9. MR.リー - Mr. Lee（ウルコ・ベッド） -  4:52
10. ゲット・ザ・ファンク - Get the Funk（ウルコ・ベッド） -  4:16
11. ホーム・イズ・ノット・ア・ハウス - Home Is Not a House（ハンス・ダルファー、F Batta：編曲 ベッド） -  4:10

## 制作
- プロデュース - ウルコ・ベッド、キャンディ・ダルファー、デイヴ・スチュワート
- ミックス - ウルコ・ベッド、キャンディ・ダルファー、フランス・ヘンドリックス（オランダ語版）
- エンジニア - フランス・ヘンドリックス

## パーソネル
- Patricia Balrak, Wies Ingwersen, Hugh Kanza - バックボーカル、ボーカル・アドリブ
- ウルコ・ベッド - ギター、キーボード、ドラム・プログラミング、シンセベース
- キャンディ・ダルファー - サックス、キーボード、ボーカル
- ハンス・ダルファー - テナー・サックス
- フランス・ヘンドリックス  - パーカッション、プログラミング
- Edwin Rath - ドラムス
- デイヴ・スチュワート - ギター
- Michel Van Schie, Dimitri Veltkamp - ベース
- Fred Anindjola, Bobby Van De Berg - キーボード
- Martino Latupeirissa - パーカッション
- Bill "Funky Cold" Malina - エンジニア